# Сычевой, Андрей Иванович
 Андре́й Ива́нович Сычево́й  (род. 16 мая 1969, ст. Троицкая, Крымский район, Краснодарский край, РСФСР, СССР) — российский военачальник. Командующий 8-й общевойсковой армией Южного военного округа с февраля 2019 года до ноября 2021 года, генерал-лейтенант (2019).
Из-за участия в войне против Украины и нарушения территориальной целостности Украины с 28 февраля 2022 года находится под персональными международными санкциями всех стран Европейского союза, а также под санкциями Великобритании, США, Канады, Швейцарии, Австралии,  Японии, Украины, Новой Зеландии.

## Биография
Родился 16 мая 1969 года в станице Троицкой Крымского района Краснодарского края.
Окончил Суворовское военное училище. В 1990 году окончил Ульяновское гвардейское высшее танковое командное училище имени В. И. Ленина, в 2002 году — Общевойсковую академию Вооружённых Сил Российской Федерации, в 2016 году — Военную академию Генерального штаба Вооружённых Сил Российской Федерации.
После окончания училища служил в танковых и мотострелковых частях, пройдя все должности от командира взвода до командира объединения.
После окончания Общевойсковой академии продолжил службу на должностях от заместителя командира полка до заместителя командира дивизии.
С ноября 2009 по январь 2011 года — командир 70-й отдельной гвардейской мотострелковой бригады Дальневосточного военного округа. С августа 2011 по январь 2012 года — командир 59-й отдельной мотострелковой бригады Восточного военного округа.
С мая 2013 по август 2014 года — командир 2-й гвардейской мотострелковой дивизии Западного военного округа.
После окончания Военной академии Генерального штаба ВС РФ назначен на должность начальника штаба 5-й общевойсковой армии Восточного военного округа.
С января 2017 года — заместитель командующего — начальник штаба 8-й общевойсковой армии Южного военного округа.
С февраля 2019 по ноябрь 2021 года — командующий 8-й общевойсковой армией Южного военного округа.
22 февраля 2019 года присвоено воинское звание генерал-лейтенант.
В феврале 2022 года принял командование группировкой войск «Запад». В связи с вторжением России на Украину Европейским союзом были введены персональные санкции против Сычевого.

## Международные санкции
Из-за нарушения территориальной целостности и независимости Украины во время российско-украинской войны находится под персональными международными санкциями разных стран.
С 28 февраля 2022 года был включен в санкционный список всех стран Европейского союза за участие в военных действиях против Украины, так как «несет ответственность за активную поддержку или осуществление действий или политики, которые подрывают или угрожают территориальной целостности, суверенитету и независимости Украины, а также стабильности и безопасности в Украине».
С 6 мая 2022 года находится под санкциями Канады за «соучастие в выборе президента Путина вторгнуться в мирную и суверенную страну».
По аналогичным основаниям с 4 марта 2022 года находится под санкциями Швейцарии. С 25 февраля 2022 года находится под санкциями Австралии. С 15 марта 2022 года находится под санкциями Великобритании. С 18 марта 2022 года находится под санкциями Новой Зеландии. С 12 апреля 2022 под персональными санкциями Японии.
Указом президента Украины Владимира Зеленского с 19 октября 2022 года находится под санкциями Украины.

## Награды
- два ордена Мужества
- орден «За военные заслуги»
- медали